# أسل إصبعي
أسل إصبعي (الاسم العلمي: Juncus digitatus) نوع نباتي يتبع جنس الأسل وينتمي إلى الفصيلة الأسلية.